# Taghazout
Taghazout (Bereber: ⵜⴰⵖⴰⵣⵓⵜ, Taɣazut; árabe: تاغازوت) es un pueblo de pescadores, 19 kilómetros al norte de la ciudad de Agadir, en la región de Sus-Masa, en el sudoeste de Marruecos. Los habitantes son mayoritariamente de origen bereber. La pesca, el turismo, y la producción de aceite de Argan son las principales fuentes de ingresos. En los últimos años, el turismo ha ido aumentando de forma significativa, cobrando una gran importancia para la economía local.

## Geografía
Taghazout está localizado en la costa marroquí del Océano Atlántico, 19 km al norte de Agadir y a 152 km al sur de Essaouira. Al interior está rodeado por las estribaciones occidentales del  Alto Atlas.

## Demografía
Los habitantes más antiguos eran Bereberes de la tribu Ida Oufella, pero debido a la modernización creciente (conexión a la electricidad, agua y red telefónica) y el boom de construcción asociado en el entorno de Agadir, se han ido uniendo muchos recién llegados de otras regiones de Marruecos. El árabe marroquí es la lengua principal, pero también se hablan francés e inglés. El dialecto regional bereber todavía está siendo utilizado en el interior.

## Historia

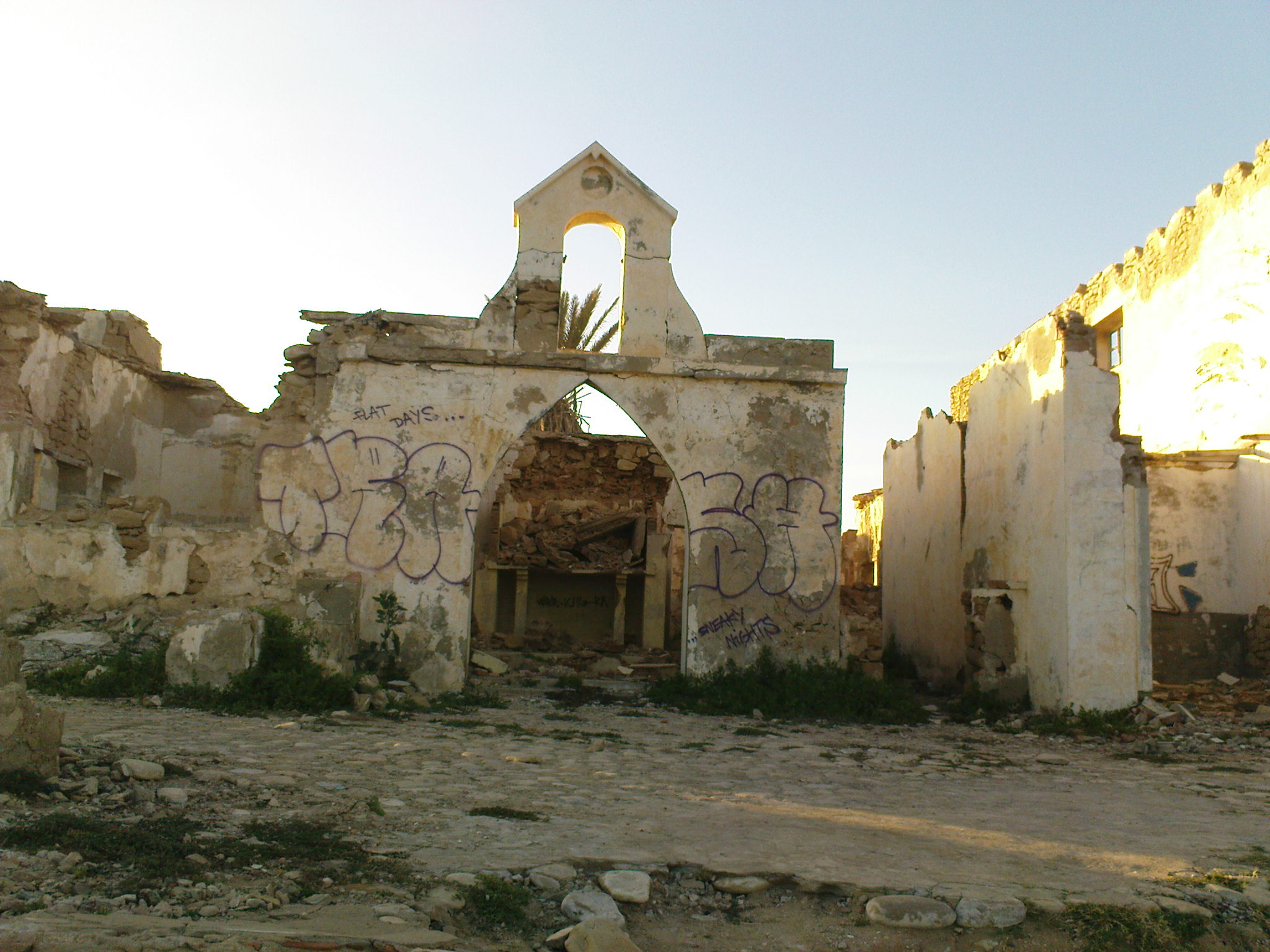
Las ruinas de buyirdn (la Madrague)

Como casi todos los pueblos bereber de Marruecos del sur, no se conoce casi nada de la historia más temprana de Taghazout; las tradiciones orales solo informan de enfrentamientos de tribus bereberes unidas contra los portugueses en el siglo XVI. Los habitantes bereber  originalmente residían en las estribaciones de las montañas circundantes y utilizaban el pueblo solamente para almacenar su equipamiento de pesca.
Cuando los españoles aumentaron su presencia el área en el siglo XIX, se construyeron fábricas y mezquitas para las tribus bereber y el pueblo creció en torno a una comunidad mayor.
En una moda similar a la playa de Calangute en Goa (India ) y Kuta en la isla de Bali (Indonesia), una playa justo al sur del pueblo se convirtió a finales de los 60 en destino para  jóvenes, que establecían allí su base mientras exploraban el sur de Marruecos. En ocasiones, varios centenares residirían en tiendas, chabolas, y furgonetas camper. Hoy en día, la acampada esta totalmente prohibida y ha sido reemplazada por hoteles plenamente equipados y recursos para turistas.
Desde 1992 Taghazout es el centro de una municipalidad independiente, que también incluye varios pueblos en el interior.

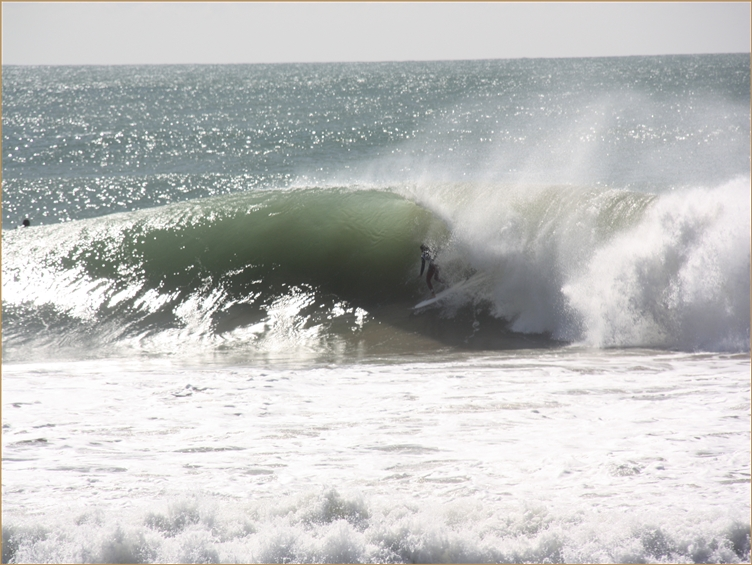
Surf en Anchors - bombeando

## Turismo
El turismo es una fuente importante de ingresos para los habitantes de la zona. Sin embargo, están preocupados por los proyectos de urbanización en proceso (Taghazout Bay). El Ministro marroquí de Turismo subrayó la importancia de la componente ecológica y sostenible incluida en el proyecto, para el beneficio de las poblaciones locales de Taghazout y Tamraght, gracias a la construcción de instalaciones públicas y de los ingresos que generan actividades y trabajos.
Se calculaba que el proyecto podría atraer 300,000 más turistas en el periodo actual (de 2015 a 2020).
Además de la buena calidad de sus playas y picos para surfistas principiantes, intermedios y expertos, Taghazout también atrae visitantes buscando calma y tranquilidad fuera de destinos más concurridos, como Marrakech y Agadir. Taghazout También sirve como base conveniente para hacer otras actividades como viajes de día a viaje de Paradise Valley, visitar las fábricas de aceite de Argan, montar  en camello en la playa, retiros de yoga, paddle surfing y kayaking.

## Playas

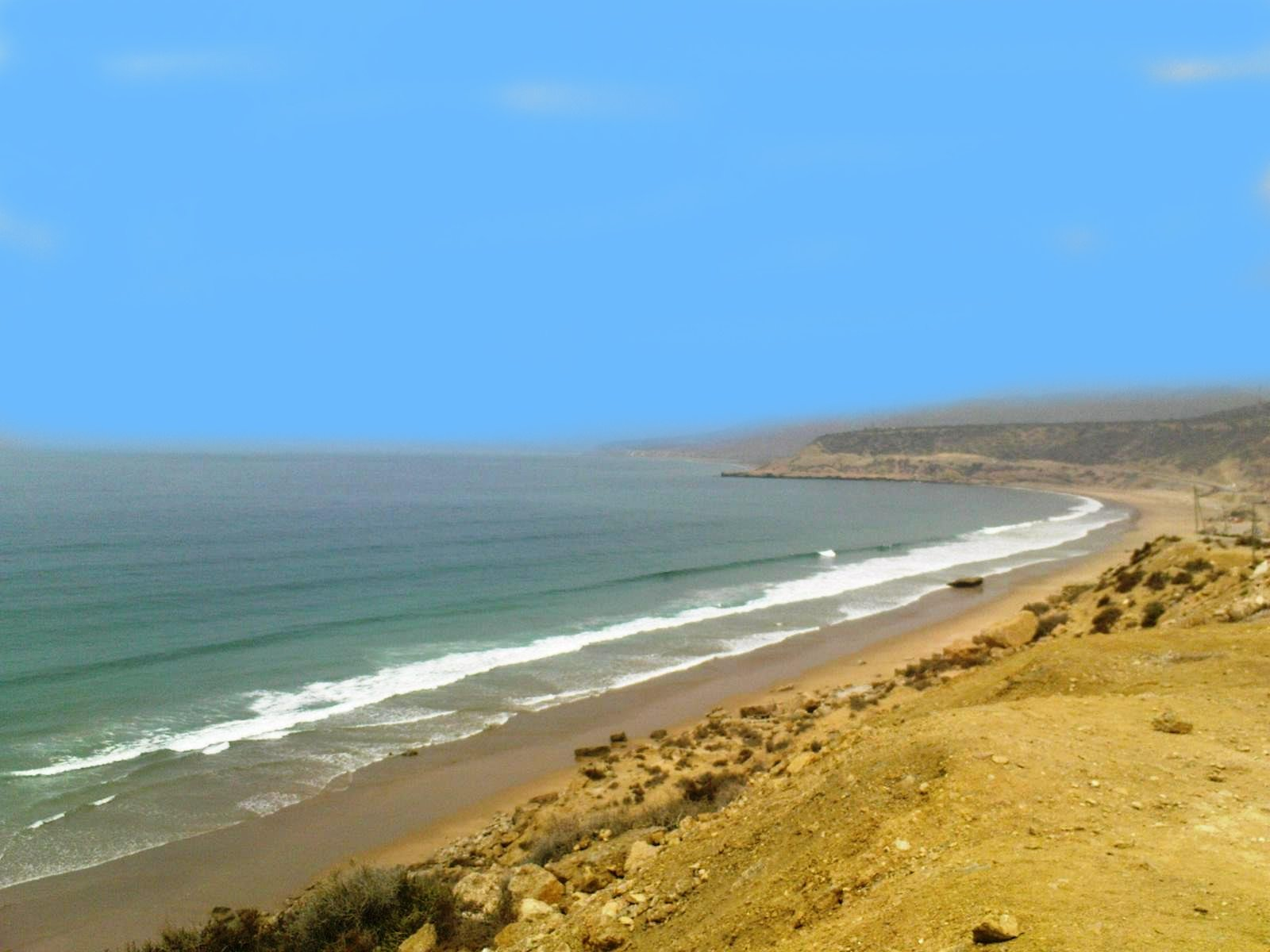
Playa Abouda (a 27 km de Agadir)

Hay varias playas al norte de Agadir que ofrecen una buena alternativa a la playa local de Taghazout. El paisaje de estas playas puede ser más atractivo, rodeadas por montañas, pero aun así anchas y limpias, con todos los servicios necesarios. Las más conocidas son: Tamawanza (a 12 km), Aitswal Playa, Imouran (17 km),Taghazout playa (19 km), Du lkhmiss 20, Bouyirdn (21 km), Timzguida allal (22 km), Imiouadar (27 km), Aghroud (30 km).
El Surf es ahora una de las actividades más comunes entre los visitantes. Marruecos es muy conocido por sus point breaks derechos y largos, muy consistentes y poco masificados. El más famoso, Anchors, está localizado a 3 km al norte del pueblo. Con las condiciones adecuadas, este point break puede proporcionar cabalgadas de 2 km, empezando en Anchors Point, enganchando con Hash Point y acabando en el beach break de Panorama. Hay muchas otras playas en y alrededor del área que lo hace un destino ideal para todos los  niveles de surf. Las olas funcionan mejor entre septiembre y abril especialmente para surfistas avanzados, recibiendo condiciones similares a las de las playas europeas, pero con las aguas tibias del Atlántico marroquí que alcanzan los 21 grados.

## Taghazout Bay
El sitio Taghazout-Argana Bay está 15 kilómetros al norte de Agadir. Pretende ser el primer resort de costa en Marruecos, a 300 km de Marrakesh, el principal centro cultural y turístico del país y a 170 kilómetros de la ciudad de Essaouira.
Taghazout Bay forma parte de la estrategia de turismo nacional marroquí ‘Visión 2020'. Se espera (septiembre 2018) que proporcione la implementación de 8000 camas (5800 de hotel), con un desarrollo turístico más cercano y más amigable con el  medioambiente, "Taghazout eco-resort." Además incluye un pueblo de surfistas, un pueblo de vacaciones ecológicas, un camping con estándares internacionales, un campo de golf de 18 hoyos, cafeterías, restaurantes, tiendas y galerías.